# Alexander zu Sayn-Wittgenstein-Sayn

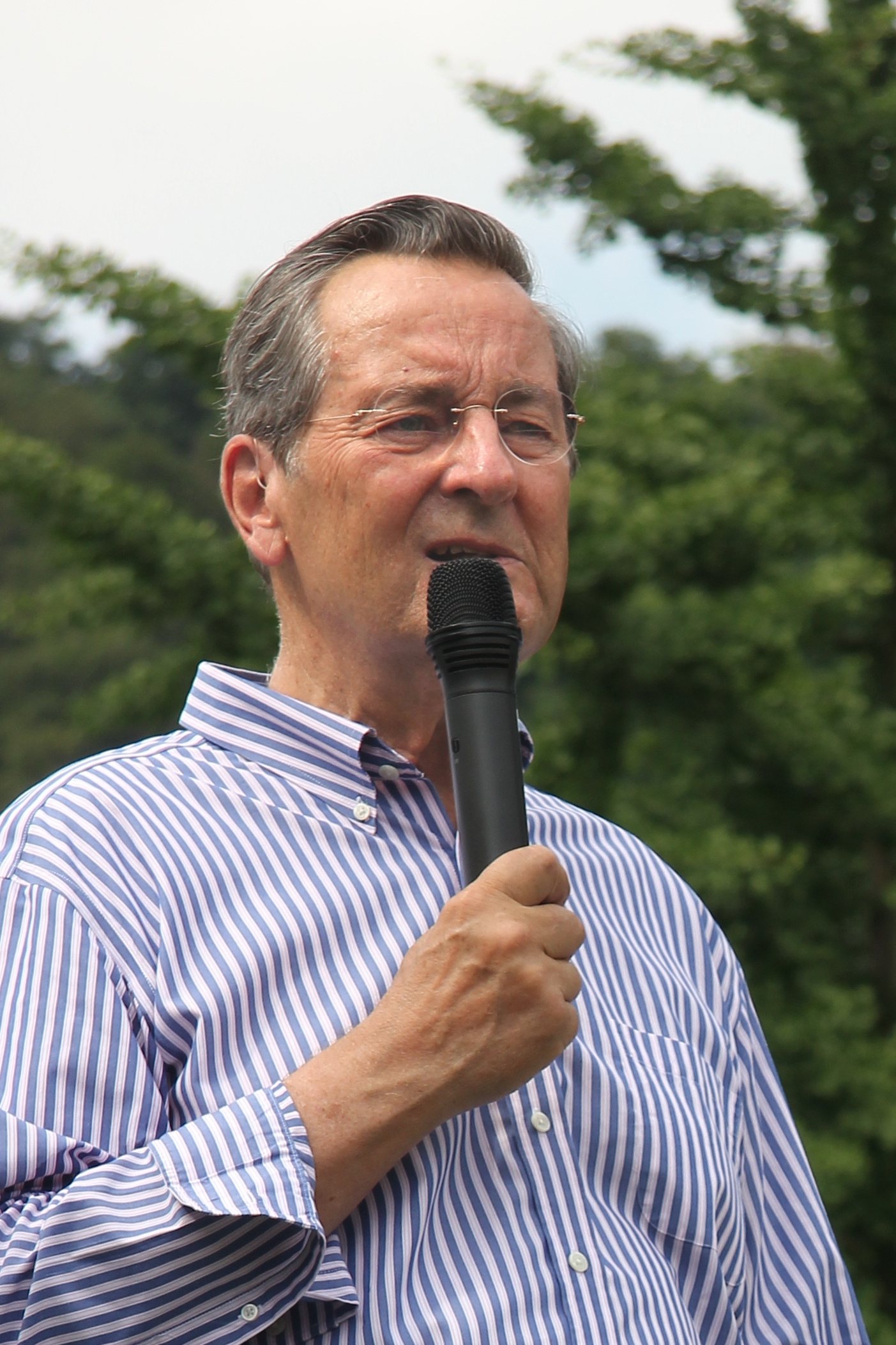
Alexander zu Sayn-Wittgenstein-Sayn als Kommentator bei der Oldtimerrallye ADAC Mittelrhein-Classic 2014

Alexander zu Sayn-Wittgenstein-Sayn (vollständiger Taufname Alexander Konrad Friedrich Heinrich Prinz zu Sayn-Wittgenstein-Sayn, * 22. November 1943 in Salzburg) ist ein deutscher Unternehmer. Als Chef des Hauses tritt er seit 1962 in der Öffentlichkeit als Fürst zu Sayn-Wittgenstein-Sayn auf und ist so bekannt. Er war Präsident der Deutschen Burgenvereinigung (DBV) und ist deren jetziger Ehrenpräsident. Er ist Vizepräsident des europäischen Denkmalschutzverbandes Europa Nostra und Vorsitzender von Europa Nostra Deutschland.

## Leben

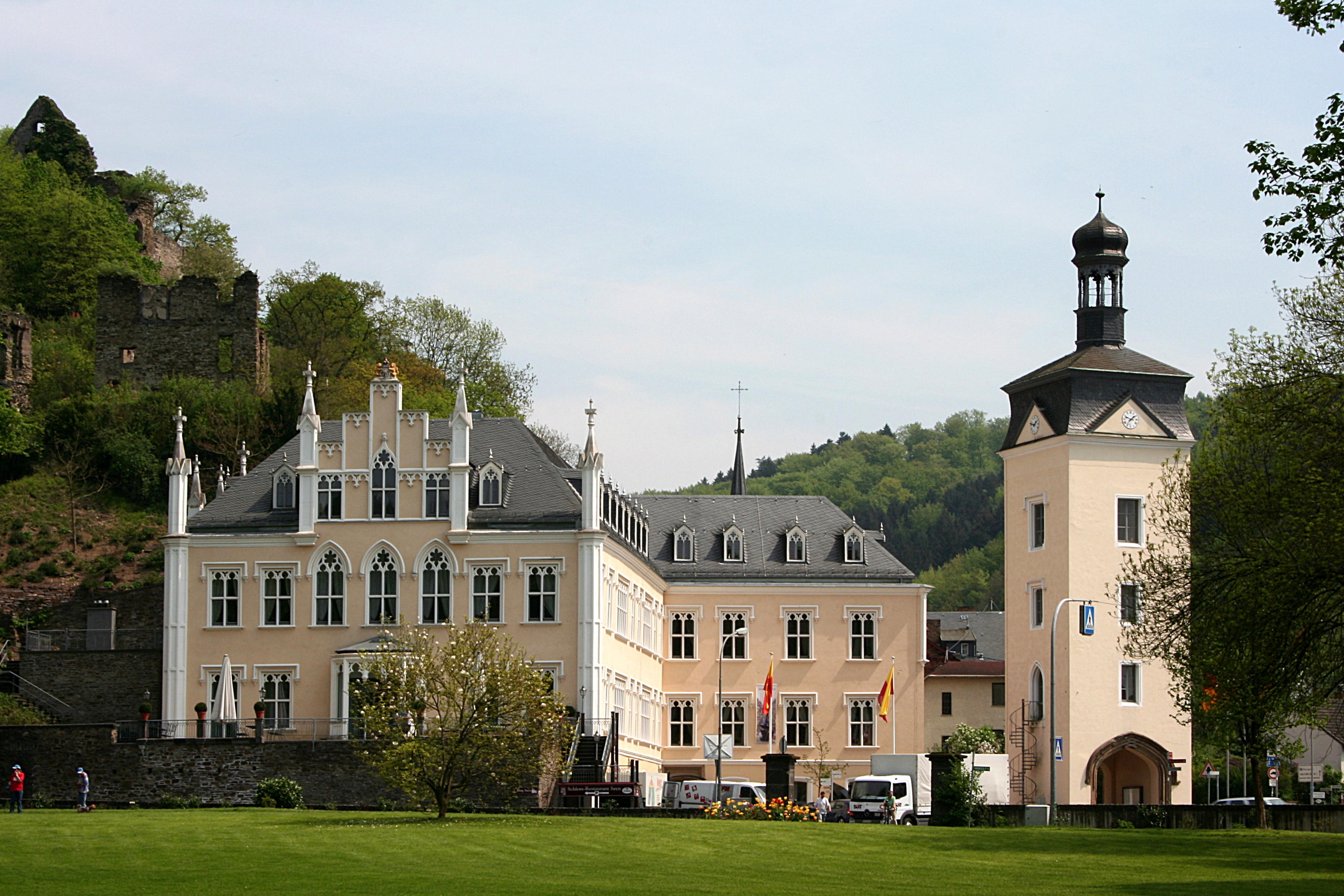
Burg Sayn (links oben) und Schloss Sayn

Alexander ist der älteste Sohn des Ludwig zu Sayn-Wittgenstein-Sayn (1915–1962) und der Fotografin „Mamarazza“ Marianne Sayn-Wittgenstein-Sayn, geb. Mayr-Melnhof (1919–2025). Nach dem Unfalltod seines Vaters übernahm er 1962 das Sayner Erbe und folgte seinem Vater als Chef des Hauses Sayn-Wittgenstein-Sayn nach. Allgemein bekannt ist er seitdem unter dem Namen Alexander Fürst zu Sayn-Wittgenstein-Sayn (oder verkürzt um das zweite Sayn), obwohl seit der Abschaffung des Adels 1919 für seine Familie der Titel „Prinz“, nicht jedoch der in Primogenitur gewährte Erstgeburtstitel „Fürst“ Bestandteil des Familiennamens ist. Rechtlich ist das ähnlich wie bei einem Pseudonym zu betrachten, das zu führen jedem freisteht.
In der Schweiz und in den USA absolvierte Alexander zu Sayn-Wittgenstein-Sayn eine Ausbildung zum Finanzkaufmann. Danach studierte er Betriebswirtschaft an der Harvard Business School. Er schloss das Studium als MBA ab und zog dann nach München, wo er bei einer deutschen Privatbank tätig wurde. Als Prokurist leitete er deren Wertpapierabteilung. Diese Tätigkeit beendete er in den 1990er Jahren, um das am Ende des Zweiten Weltkriegs stark beschädigte und danach zur Ruine verfallene Schloss Sayn als Familiensitz unter Wiederherstellung der alten Bausubstanz wieder aufzubauen. Im Jahr 2000 wurden die Arbeiten am Schloss abgeschlossen.

## Familie
1969 heiratete Alexander zu Sayn-Wittgenstein-Sayn Gabriela Gräfin von Schönborn-Wiesentheid, eine Tochter von Rudolf Graf von Schönborn-Wiesentheid und Helene Prinzessin von Thurn und Taxis. Gemeinsam haben sie sieben Kinder:
- Heinrich Prinz („Erbprinz“) zu Sayn-Wittgenstein-Sayn (* 1971), verheiratet 2003 mit Donna Priscilla Incisa della Rocchetta (* 1975)
- Alexandra Prinzessin zu Sayn-Wittgenstein-Sayn (* 1973), verheiratet mit Stefan Graf Hunyady von Kéthely
- Johann Casimir Prinz zu Sayn-Wittgenstein-Sayn (* 1976), verheiratet 2000 mit Corinna Larsen (geschieden); verheiratet 2019 mit Alana Camille Bunte
- Filippa Prinzessin zu Sayn-Wittgenstein-Sayn (1980–2001), verheiratet 2001 mit Vittorio Mazzetti d’Albertis
- Ludwig (Louis) Prinz zu Sayn-Wittgenstein-Sayn (* 1982), verheiratet 2011 mit Philippa Gräfin Spannocchi[7]
- Maria Sophie Prinzessin zu Sayn-Wittgenstein-Sayn (* 1986)
- Christian-Peter Prinz zu Sayn-Wittgenstein-Sayn (* 1992).

## Ämter und Engagement
- Präsident der Deutschen Burgenvereinigung e. V., von 1986 bis 2013
- Vorsitzender der Stiftung der Deutschen Burgenvereinigung e. V., seit 2013
- Vizepräsident der Vereinigung Europa Nostra, seit 1990
- Vorsitzender von Europa Nostra Deutschland e. V.
- Stellv. Vorsitzender im Verein „Schlösser und Gärten in Deutschland e. V.“
- Mitglied im Advisory Board der Europäischen Akademie der Wissenschaft und Künste
- Mitglied im erweiterten Vorstand der AG der Grundbesitzerverbände
- Protektor der Schützengesellschaft Sayn 1843
- Ehren- und Devotionsritter des souveränen Malteser Ritterordens
- Aufsichtsrat Econia AG Köln, von 2000 bis 2002
- 2. Vorsitzender des Vereins Schlösser und Gärten in Deutschland e. V.[8]

## Orden und Auszeichnungen
- Verdienstorden des Landes Rheinland-Pfalz, 1988
- Verdienstkreuz am Bande des Verdienstordens der Bundesrepublik Deutschland, 2004
- Ehrenpräsident der Deutschen Burgenvereinigung
- Ehren- und Devotionsritter des Souveränen Malteserordens
- Karl-Friedrich-Schinkel-Ring des Deutschen Nationalkomitees für Denkmalschutz, 2018

## Familienname
Auch seine Ehefrau Gabriela tritt als Fürstin zu Sayn Wittgenstein-Sayn auf bzw. wird von der Öffentlichkeit so bezeichnet. Da jedoch die Adelstitel 1919/20 in Deutschland abgeschafft und in Bestandteile der bürgerlichen Namen umgewandelt wurden, ist der amtliche Familienname aller Mitglieder der Familie, Alexander und Ehefrau Gabriela eingeschlossen, Prinz bzw. Prinzessin zu Sayn-Wittgenstein-Sayn. Die Bezeichnung Fürst des früheren Primogenituradels ist als Namensteil in dieser Familie nicht mehr vererbbar und ist normalerweise kein Bestandteil des amtlichen Namens, sondern in der Regel ein Pseudonym. Bis dato (Stand: 22. Juli 2010) fanden sich keine Belege, dass eine amtliche Namensänderung auf Alexander Fürst zu Sayn-Wittgenstein-Sayn oder Alexander Fürst zu Sayn-Wittgenstein stattgefunden hätte und daher auch seine Ehefrau amtlich den Namen Gabriela Fürstin zu Sayn-Wittgenstein(-Sayn) führen würde.